# Arsen Goulamirian
Arsen Goulamirian (* 4. Oktober 1987 in Armenien) ist ein französischer Profiboxer armenischer Herkunft im Cruisergewicht und ehemaliger Super-Weltmeister (Super World Champion) des Verbandes WBA.

## Amateurkarriere
Arsen Goulamirian gewann 2009 eine Bronzemedaille bei den französischen Meisterschaften und die Goldmedaille im Schwergewicht bei den Frankophonen Spielen in Beirut. Er besiegte dabei im Finale Mohamed Arjaoui vorzeitig in der ersten Runde.

## Profikarriere
Arsen Goulamirian steht beim französischen Promoter Univent Boxing unter Vertrag und gewann sein Debüt am 27. Mai 2011. Er gewann bis 2018 jeden seiner 22 Kämpfe, davon 14 vorzeitig, und wurde dabei Französischer Meister und WBA-Continental-Champion. Am 24. März 2018 besiegte er den ebenfalls ungeschlagenen Belgier Ryad Merhy (24-0) durch TKO in der elften Runde und gewann dadurch die Interimsweltmeisterschaft der WBA. Im Oktober 2018 besiegte er Mark Flanagan (24-5) durch TKO in der neunten Runde. Der Brite war von der WBA auf Platz 10 ihrer Liste der Herausforderer geführt worden und war im Juli 2017 WM-Herausforderer von WBA-Titelträger Denis Lebedew.
Im Mai 2019 wurde Goulamirian zum regulären WBA-Weltmeister ernannt, nachdem Beibit Schümenow der Titel aberkannt worden war. Im September 2019 folgte seine Aufwertung zum WBA-Superchampion. Den Titel verteidigte er im November 2019 durch KO in der vierten Runde gegen den Australier Kane Watts (21-3) und im Dezember 2019 durch TKO in der neunten Runde gegen Constantin Bejenaru (14-0).
Seine nächste Titelverteidigung gewann er im November 2022 einstimmig gegen Alexei Jegorow (11-0).
Am 30. März 2024 verlor er den Titel aufgrund einer Punktniederlage an Gilberto Ramírez.